# Maestro dell'Altare di re Alberto
Il Maestro dell'Altare di re Alberto, in lingua tedesca Meister des Albrechtsaltars (fl. XV secolo), è stato un pittore anonimo austriaco attivo in Austria dal 1438 al 1440.
L'anonimo artista di area tedesca, attivo principalmente a Vienna, dove fu il più antico rappresentante dello stile, d'influenza olandese, detto «greve», deve il suo nome all'altare a portelle, realizzato negli anni 1438-39 su commissione del re Alberto II nella chiesa dei Sette Cori degli Angeli protettori, presso la corte di Vienna, di cui si conservano ventiquattro tavole a Klosterneuburg, il convento dei canonici agostiniani.
Nei pannelli laterali sono quattro scene della Vita della Vergine, nella scena con L'incontro di Gioacchino ed Anna alla porta d'Oro si ha la veduta di Vienna più antica che si conosca.
|  |  |

All'esterno, sedici dipinti con la Vergine venerata da angeli e santi dalle figure tozze e dalle teste rotonde. Nella raffigurazione della Vergine della Misericordia che accoglie sotto il suo mantello gli esponenti delle gerarchie ecclesiastiche e secolari si può riconoscere, sulla sinistra, Alberto II con accanto la moglie Elisabetta di Lussemburgo. Gli angeli suonatori e cantori sono suddivisi in sedici cori, collegandosi alle lodi a Maria secondo la Litania Lauretana riportate nelle fasce di testo disposte secondo uno schema ornamentale. Ad ante chiuse vi erano scene della Storia di Elia, oggi perdute.
|  |  |
|  |  |

Nel 1439, eseguì un Altare della Vergine di cui sono note cinque tavole, divise tra Vienna, Berlino e in collezione privata.
L'ultima opera nota del maestro è la Tavola-epitaffio di Johannes Geus, professore universitario, morto nel 1440, oggi conservata al Dommuseum di Vienna.
L'anonimo è stato identificato con lo scultore austriaco Jakob Kaschauer, di cui è attestata la presenza a Vienna negli anni 1429-1463, anche se manca una prova decisiva.